# Självkörande fordon i Sverige

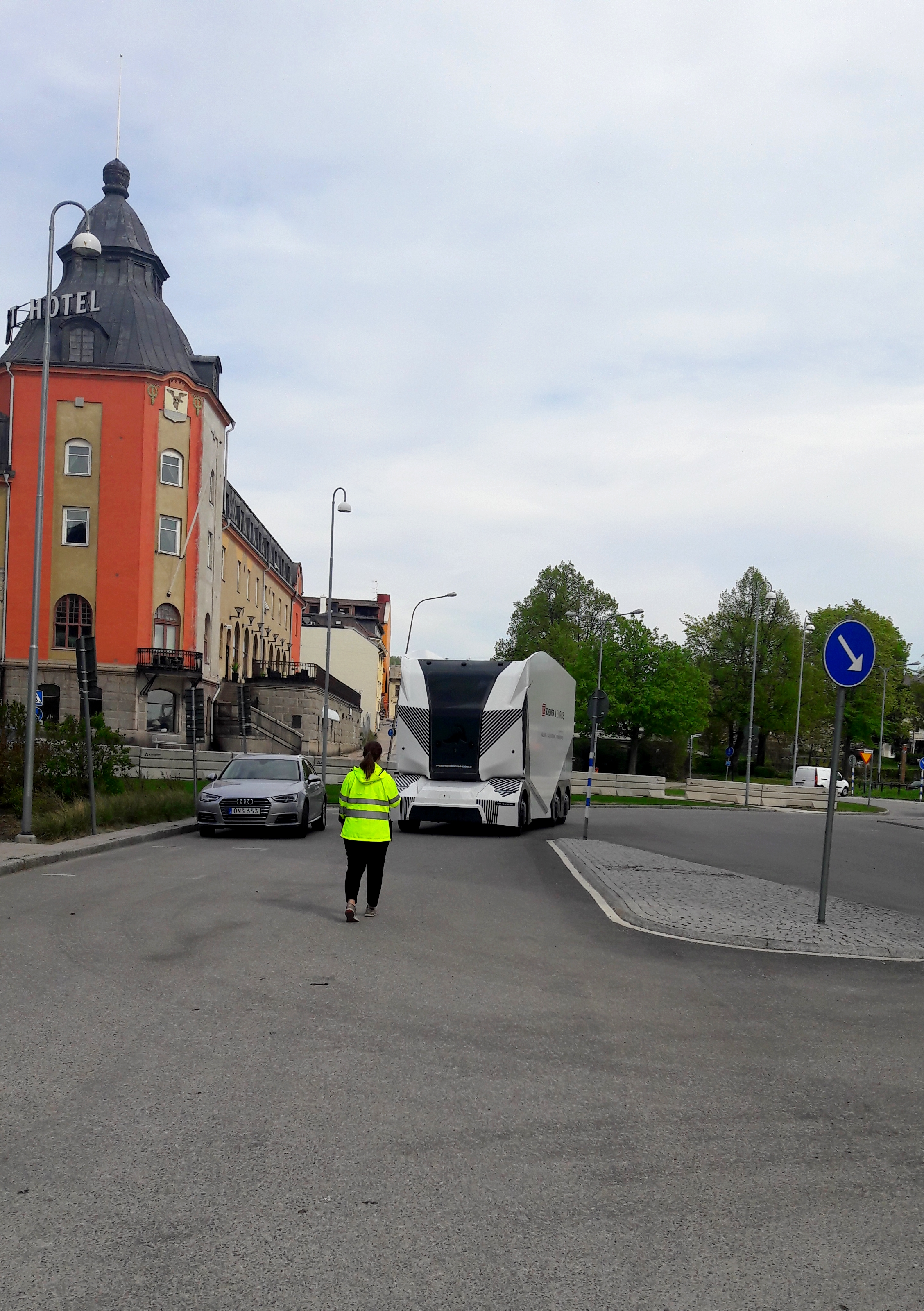
En T-pod med operatör i Örnsköldsvik 2018. Denna
självkörande batteridrivna lastbil var ett samarbete mellan DB Schenker och Einride.

Självkörande fordon i Sverige avser bilar, bussar och andra fordon som styrs och körs automatiskt, genom artificiell intelligens, i Sverige. I maj 2018 hade
Transportstyrelsen sju ansökningar om pilotprojekt under behandling, utöver Nobinas, som redan har fått godkänt att testa självkörande fordon på svenska vägar. 

## Pilotprojekt

### Bussar
Sveriges första självkörande bussar prövades med början i januari 2018 i Kista. Nobinas båda bussar av franska tillverkaren Easymile trafikerade i ett pilotprojekt den 1,5 kilometer långa sträckan mellan Kista Galleria och Victoria Tower. Inom detta område finns en blandning av olika transportslag, bland annat bussar, taxi, fotgängare och cyklister. Hastigheten ska under försöket vara max 20 kilometer per timme.
I Göteborg har ett annat pilotprojekt planerats. Det är en liten elbuss av märket Navya som ska trafikera sträckan från Chalmersplatsen, förbi Johannebergs science park och upp till högskolan, en sträcka på drygt en kilometer. Sträckan är kantad av byggarbetsplatser och ständigt trafikerad av bilar, cyklister och fotgängare.
I Linköping körs Projektet, med namnet Elin, består av två självkörande bussar som trafikerar en två kilometer lång slinga på Campus Valla. Sträckan trafikeras sju dagar i veckan under dagtid men det finns ingen exakt tidtabell.

### Självkörande lastbil
Världens första självkörande lastbil på allmän väg testas i Sverige hösten 2018. DB Schenker och Einride provar då ett självkörande, eldrivet transportsystem för tunga transporter. Fordonet kommer att trafikera en sträcka mellan två av DB Schenkers anläggningar, där en del av sträckan är allmän väg. Det är en så kallad T-pod, som är självkörande men som ska övervakas av en operatör som vid behov kan fjärrstyra fordonet. Operatören kommer att kunna kontrollera flera fordon samtidigt. Lastkapaciteten för T-podden är ungefär 20 ton och den når cirka 20 mil på en laddning.